# Iulie 1993
Acest articol este generat integral pe baza informațiilor din articolul 1993 și este actualizat periodic de un robot.
 Editările făcute în articol vor fi șterse la următoarea actualizare! Dacă doriți să faceți modificări, editați articolul-sursă.

ianuarie -
februarie -
martie -
aprilie -
mai -
iunie -
iulie -
august -
septembrie -
octombrie -
noiembrie -
decembrie
Iulie 1993 a fost a șaptea lună a anului și a început într-o zi de joi.

## Evenimente
- 1 iulie: Guvernul Văcăroiu introduce taxa pe valoarea adăugată (TVA), care înlocuiește impozitul pe circulația mărfurilor, prin OG 3/1992.
- 1 iulie: Comisia politică a Adunării Parlamentare a Consiliului Europei își dă avizul pentru admiterea României, ca membru cu drepturi depline, în Consiliul Europei.
- 2 iulie: FDSN și Partidul Socialist Democratic Român semnează protocolul de fuziune.
- 6 iulie: Guvernul Văcăroiu face cunoscut că a declanșat o acțiune judiciară împotriva lui Mihai de Hohenzollern, la Tribunalul de la Geneva în vederea recuperării a 42 de tablouri proprietate a statului român care, conform părerii guvernului, au fost scoase din țară de regele Mihai. Instanțele internaționale vor respinge acțiunea juridică inițiată de Guvernul Văcăroiu.[1]
- 9 iulie: Conferința Națională a Frontului Democrat al Salvării Naționale (FDSN) a hotărât schimbarea denumirii partidului în Partidul Democrației Sociale din România (PDSR). Se alege conducerea PDSR: Oliviu Gherman - președinte, Adrian Năstase - președinte executiv.
- 22 iulie: Ministrul apărării naționale Niculae Spiroiu anunță intenția de a-l trece în rezervă pe generalul Gheorghe Florică, fost comisar-șef al Gărzii Financiare, ca urmare a unor declarații politice despre corupția guvernului pe care acesta le-a făcut la Europa Liberă și la BBC.[2]
- 23 iulie: Delegația FMI nu finalizează acordul de împrumut pe 1993 între România și FMI.[2]
- 26 iulie: Începe vizita oficială a lui Ion Iliescu în patru țări latino-americane: Argentina, Uruguay, Chile și Columbia. Programul vizitei include întâlniri la nivel înalt și semnarea unor acorduri de cooperare.[2]
- 27 iulie: Reprezentanta Băncii Mondiale cere statului român să îndeplinească anumite obligații care ar asigura organismele financiare internaționale că economia României se redresează: regim valutar liberalizat, control al inflației, balanța de plăți echilibrată, dobânzi real-pozitive. Banca Mondială amână tranșele de împrumut pentru redresarea economiei românești.[2]

## Nașteri

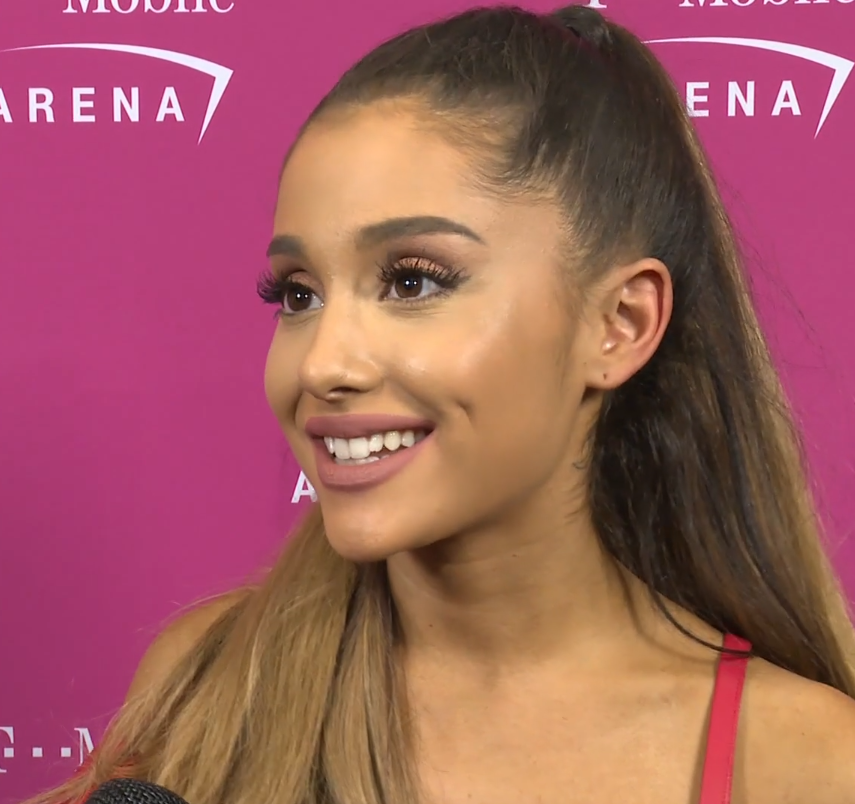
Ariana Grande

- 1 iulie: Raini Rodriguez, actriță și cântăreață americană
- 3 iulie: Mădălina Bereș, canotoare română
- 4 iulie: Mate Pavić, jucător de tenis croat
- 5 iulie: Neluț Roșu, fotbalist român
- 6 iulie: Jefté Betancor, fotbalist spaniol
- 8 iulie: Aimee Kelly, actriță britanică
- 8 iulie: Ergys Kaçe, fotbalist albanez
- 10 iulie: Mădălina Bellariu Ion, actriță română
- 12 iulie: Ibrahima Tandia, fotbalist francez
- 12 iulie: Djohar Anzorovici Țarnaev, terorist kirghiz
- 12 iulie: Ștefania Vătafu, fotbalistă română
- 13 iulie: Debby Ryan, actriță americană de film
- 16 iulie: Oscar Otte, jucător de tenis german
- 18 iulie: Nabil Fekir, fotbalist francez
- 20 iulie: Lucas Digne, fotbalist francez
- 21 iulie: Ester Peony, solistă româno-canadiană
- 22 iulie: Djohar Țarnaev, luptător american
- 28 iulie: Harry Edward Kane, fotbalist englez (atacant)
- 28 iulie: Cher Lloyd, cântăreață britanică
- 29 iulie: Sandro Bazadze, scrimer georgian
- 29 iulie: Nicole Melichar-Martinez, jucătoare de tenis americană
- 30 iulie: André Gomes (André Filipe Tavares Gomes), fotbalist portughez

## Decese
Rıfat Ilgaz, scriitor turc (n. 1911)
Aleks Buda, istoric albanez (n. 1910)
Călin Nemeș (Călin Alexandru Nemeș), 33 ani, actor român (n. 1960)
Masuji Ibuse, scriitor japonez (n. 1898)
Léo Ferré (Léo Albert Charles Antoine Ferré), 76 ani, poet, muzician și cântăreț franco-monegasc (n. 1916)
Clarence Zener, fizician american (n. 1905)
Jean Negulesco (n. Ioan Negulescu), 93 ani, pictor, regizor, scenarist și producător de filme american de origine română (n. 1900)
Nicolae Lungu, compozitor român (n. 1900)
Nell Cobar, 77 ani, regizor român de filme de animație (Mihaela), de etnie evreiască (n. 1915)
Nicolai Costenco, scriitor moldovean (n. 1913)
Baudouin I rege al Belgiei (n. Baldwin Albert Charles Leopold Axel Maria Gustaf), 62 ani (n. 1930)
Lenore Aubert, actriță slovenă (n. 1918)